# Discophora significans
Discophora significans är en fjärilsart som beskrevs av Hans Ferdinand Emil Julius Stichel 1901. Discophora significans ingår i släktet Discophora och familjen praktfjärilar. Inga underarter finns listade i Catalogue of Life.